# Rhabdogaster nyx
Rhabdogaster nyx là một loài ruồi trong họ Asilidae. Rhabdogaster nyx được Londt miêu tả năm 2006. Loài này phân bố ở vùng nhiệt đới châu Phi.